# M Telus
Pour les articles homonymes, voir Metropolis.
Le MTELUS, autrefois Métropolis, est une importante salle de spectacle de Montréal au Québec, Canada.

## Histoire

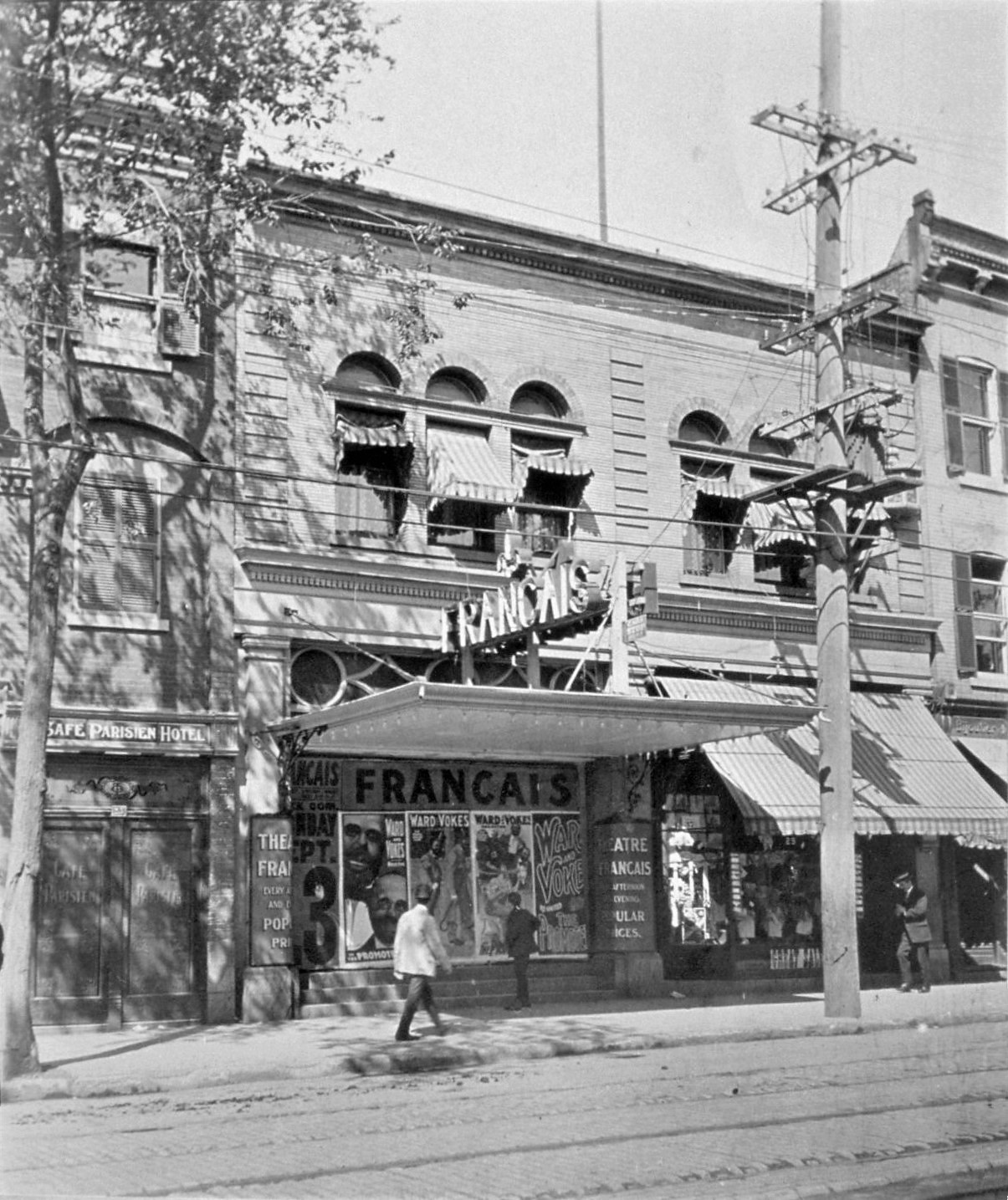
Théâtre français

L'ouverture de cette salle, connue d'abord sous le nom de Théâtre français, remonte à 1884. Ce fut d'abord une piste de patinage et un théâtre d'été. Vers la fin du XIXe siècle, l'établissement fut complètement ravagé par les flammes et converti en théâtre, puis en salle de cinéma en 1923. Au début des années 1930, l'édifice brûla de nouveau, mais fut rénové et décoré par Emmanuel Briffa, à qui l’on doit aussi la décoration du Théâtre Outremont. 
L'établissement redevint un théâtre, puis un cinéma érotique dès 1960. Puis en 1981, il ferma ses portes et fut reconverti en discothèque six ans plus tard. C'est en 1997 que la salle prendra le tournant de la scène musicale qu'on lui connaît, lorsque l'Équipe Spectra acquit la salle et en fit l'une des salles de spectacles les plus appréciées, tant par le public que par les nombreux artistes qui s'y produisent.
En décembre 2016, l'entreprise de télécommunications Telus annonce qu'elle investira la somme 5 millions au cours des dix prochaines années en partenariat avec l'Équipe Spectra pour moderniser le Métropolis. En 2017, le Métropolis est rebaptisé le MTelus.

## Emplacement
Située au 59, rue Sainte-Catherine Est, en plein centre-ville de Montréal, la salle peut accueillir jusqu’à 2300 personnes.
Plusieurs artistes s'y sont produits dont Slash, David Bowie, Prince, Sting, Boy George notamment.